# (906) Repsolda
(906) Repsolda – planetoida z pasa głównego asteroid okrążająca Słońce w ciągu 4 lat i 339 dni w średniej odległości 2,89 au. Została odkryta 30 października 1918 roku w Hamburg-Bergedorf Observatory w Bergedorfie przez Arnold Schwassmann. Nazwa pochodzi od Johanna Georga Repsolda (1770–1830), niemieckiego astronoma i wytwórcy optyki. Jego obserwatorium zostało zburzone a na jego miejscu w 1909 roku powstało nowoczesne Hamburg-Bergedorf Observatory. Przed nadaniem nazwy planetoida nosiła oznaczenie tymczasowe (906) 1918 ET.